# Résolution 970 du Conseil de sécurité des Nations unies
Membres permanents
- Chine
- États-Unis
- France
- Royaume-Uni
- Russie

Membres non permanents
- Allemagne
- Argentine
- Botswana
- Honduras
- Indonésie
- Italie
- Nigéria
- Oman
- République tchèque
- Rwanda

Résolution no 969 Résolution no 971
La résolution 970 du Conseil de sécurité des Nations unies, adoptée le 12 janvier 1995, après avoir réaffirmé toutes les résolutions sur la situation en Bosnie-Herzégovine, en particulier la résolution 943 (1994) concernant la fermeture de la frontière entre la république fédérale de Yougoslavie (Serbie-et-Monténégro) et la Bosnie-Herzégovine, a décidé que les mesures contenues dans cette dernière résolution seraient suspendues pour une nouvelle période de 100 jours.
Le Conseil de sécurité a salué les mesures prises par la République fédérale de Yougoslavie (Serbie-et-Monténégro) pour maintenir la fermeture de sa frontière avec la Bosnie-Herzégovine. Il est important que la frontière reste fermée et que toute violation de cette fermeture soit sanctionnée, sachant que certaines parties de la résolution 757 (1992) demeure en vigueur.
Les exigences de la résolution 820 (1993) stipulant que l'importation, l'exportation et le transbordement à travers les zones protégées par les Nations unies en Croatie et les zones de Bosnie-Herzégovine sous le contrôle des forces serbes de Bosnie devraient être approuvés par les gouvernements des deux pays, sauf pour l'aide humanitaire, ont été réaffirmés. Le Comité du Conseil de sécurité créé par la résolution 757 (1992) concernant les demandes d'assistance humanitaire émanant notamment du Comité international de la Croix-Rouge et du Haut Commissariat des Nations unies pour les réfugiés et d'autres organisations a été invité à adopter des procédures simplifiées.
Le secrétaire général Boutros Boutros-Ghali a été prié de faire rapport au Conseil tous les 30 jours sur la question de savoir si la Serbie-et-Monténégro mettait effectivement en œuvre la fermeture de la frontière et que, dans le cas contraire, la suspension des restrictions et autres mesures prendrait fin dans un délai de 5 jours ouvrables. Le Conseil a conclu en déclarant qu'il suivrait la situation de près.
La Russie s'est abstenue lors du vote sur la résolution 970, qui a été approuvée par les 14 autres membres du conseil.

## Voir également
- Génocide bosniaque
- Guerre de Bosnie-Herzégovine
- Dislocation de la Yougoslavie
- Guerre de Croatie
- Guerres de Yougoslavie